# باله (حرکت)

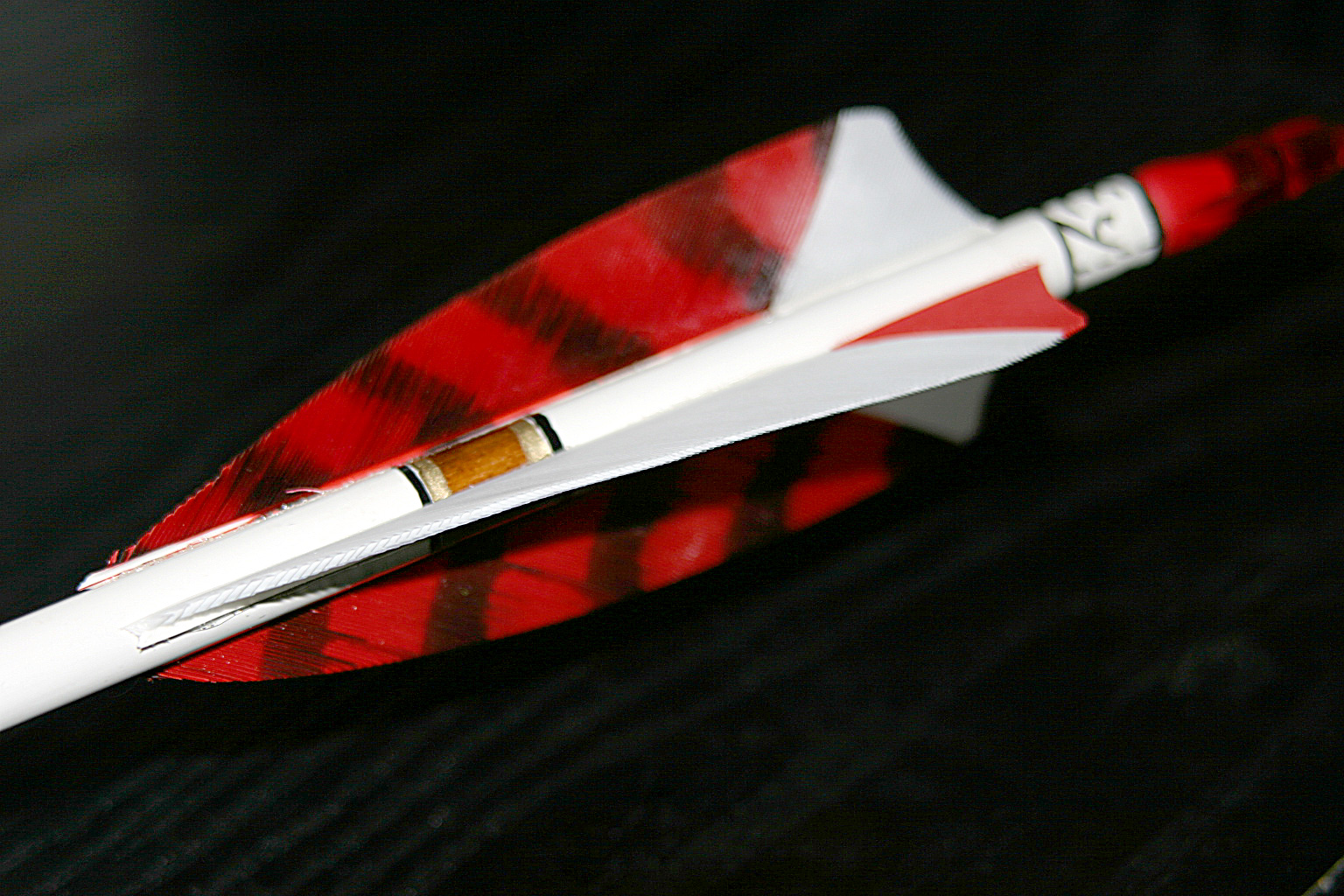
پره‌های پیکان نوعی باله محسوب می‌شود.

باله صفحه‌ای است که به منظور ایجاد ثبات یا نیروی برا یا ترمزی در حین حرکت در آب، هوا، و دیگر محیط‌های سیال استفاده می‌شود. استفاده اولیه این کلمه در مورد بال‌های پرنده بوده است اما رفته‌فته دامنه استفاده‌اش به دیگر جانوران و حتی اشیاء ساخت بشر نیز گسترش یافته است.